# الاتحاد الدولي لريشة الطائرة
الاتحاد الدولي لكرة الريشة (بالإنجليزية: Badminton World Federation)‏ ، هي اتحاد رياضي دولي تعنى بالاهتمام لرياضة كرة الريشة، أسست عام 1934م، كانت مقرها في مدينة شلتنهام البريطانية، وفي عام 2005 تم نقلها رسمياً إلى العاصمة الماليزية كوالالمبور.

## مصدر
1. ↑  "Madrid Welcomes Badminton World Federation". BadmintonAsia.org. 29 سبتمبر 2006. مؤرشف من الأصل في 2019-07-10. اطلع عليه بتاريخ 2012-03-11.

## وصلات خارجية
- الموقع الرسمي